# Planisphère de Cantino

Le planisphère de Cantino.

Le planisphère de Cantino est la plus ancienne carte représentant les découvertes castillanes et portugaises des années 1492-1500. 
Son nom vient de celui d’Alberto Cantino, représentant et espion du duc de Ferrare à Lisbonne, qui réussit en 1502 à le sortir clandestinement du Portugal pour l'apporter en Italie. 
Il est aujourd'hui conservé à la Biblioteca Estense à Modène (Italie).

## Contexte
- Les découvertes des années 1492-1500
- Problème de la diffusion des résultats de ces découvertes

## Le document
Sous sa forme actuelle, ce planisphère mesure 2,18 × 1,02 mètre. 
Il ne reste plus de bordure ou de marges, sans doute par l'effet des mauvais traitements subis durant son histoire.

## Histoire du planisphère de Cantino
Il s'agit de la copie d'une carte de grande taille accrochée dans la salle des cartes de la Casa da Mina e India, le centre des affaires coloniales du royaume de Portugal à Lisbonne. On a émis l'hypothèse que Cantino aurait soudoyé un cartographe portugais ou un illustrateur italien[réf. nécessaire] pour qu'il lui en fasse une copie. 
La date de 1502 pour la réalisation de cette copie est attestée par une lettre de Cantino datée du 19 novembre 1502, destinée au duc de Ferrare, où il mentionne que la carte a été déposée chez un de ses agents à Gênes. De plus, l'événement le plus récent mentionné sur la carte est la disparition de Gaspar Corte-Real, rapportée en octobre 1501 ; la carte contient également des détails inconnus avant le retour de la troisième flotte portugaise de João da Nova, entre le 11 et le 13 septembre 1502.

## Contenu

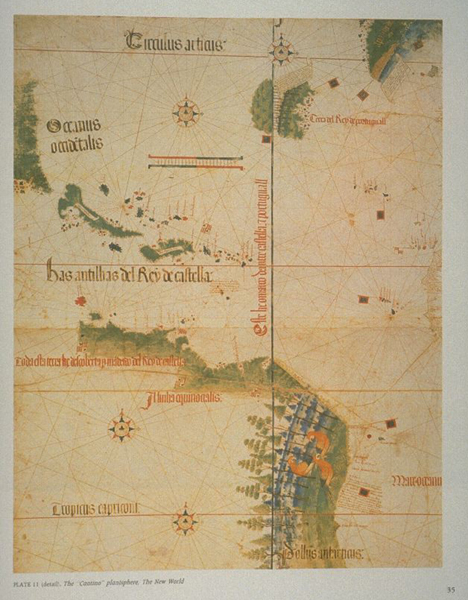
Détail montrant les Amériques. Inscription: "Porto Seguro: a Vera crus chamada per nome aquall achou pedralvares cabrall fidalgo da cassa del Rey de portugall e elle a descobrio indo por capitan moor de quatorze naos que a dito rey mandava a caliqut y en el caminho Indo topou com esta terra accui aqual terra se cree ser terra firme em aqual a muyta gente de discricam andam nuos omes & molheres como suas mais os pario sam mais brancos que bacos e teem os cabellos muyto corredios: foy descoberta esta dita terra em aera de [mil] quinhentos."

### Écritures
Il porte la mention (en italien) : Carta da navigar per le Isole nouam tr[ovate] in le parte de l'India: dono Alberto Cantino al S. Duca Hercole (« Carte nautique des îles nouvellement trouvées dans la région de l'Inde : donnée par Alberto Cantino au seigneur duc Hercule »). 
Les inscriptions mélangent des lettres gothiques et cursives, en rouge et en noir, ce qui suggère la participation de plusieurs auteurs, ou l'ajout de notes après l'exécution de la carte. 
Certaines de ces notes proviennent peut-être d'Amerigo Vespucci, qui aurait été interrogé à son retour de voyage.

### Symboles cartographiques
Les continents et les grandes îles sont représentés en vert, les petites îles en rouge ou en bleu. 
Des drapeaux indiquent de qui relève les territoires mentionnés, on trouve ainsi un drapeau castillan près de Maracaibo. 
L'équateur est représenté par une ligne dorée épaisse, et la ligne de démarcation définie par le traité de Tordesillas par une ligne bleue épaisse. 
Les tropiques et le cercle polaire arctique correspondent à des lignes rouges fines. 
De nombreuses routes loxodromiques et roses des vents apparentent cette carte à un portulan.

### Contenu cartographique

#### Le Brésil
La carte présente en particulier une partie de la côte brésilienne, découverte en 1500 par l'explorateur Pedro Álvares Cabral, qui avait alors correctement émis l'hypothèse qu'il était arrivé sur un nouveau continent, puis explorée par Gonçalo Coelho et Amerigo Vespucci. Elle est représentée avec de grands arbres verts et dorés, des petits arbres ou buissons bleus, et des perroquets à dominante rouge.
Cette côte a été retouchée en apposant une bande de parchemin sur la carte, qui modifie les contours entre l'est du Golfo fremosso et un point situé juste au sud du Rio de sã Franc°, ce dernier terme faisant partie de l'ajout. Selon E. Roukema, la construction de la côte brésilienne s'est faite en trois étapes : d'abord, lors du voyage de Cabral, ensuite, lors de celui d'Affonso Gonçalves, enfin, lors de celui de João da Nova.

#### L'Amérique du Nord
L'Amérique du Nord est indiquée en plusieurs parties : le sud du Groenland, l'est de Terre-Neuve, et une péninsule qui pourrait être la Floride. 
L'absence de côte entre Terre-Neuve et la Floride correspond à l'idée qu'un passage maritime vers l'Asie est possible à cette latitude.
Le Groenland chevauche le cercle polaire arctique. Le cartouche adjacent indique que les frères Corte-Real l'ont identifié comme les côtes orientales de l'Asie (Punte de Assia) et qu'ils n'ont pas pu y débarquer.
La côte est de Terre-Neuve se trouve à l'est de la ligne de démarcation de Tordesillas, avec d'autres grands arbres verts et dorés aux longs troncs, et la mention Terra del Rey de Portuguall. Ils correspondent à la description qu'en ont fait les frères Gaspar et Miguel Corte-Real en 1500-1501.

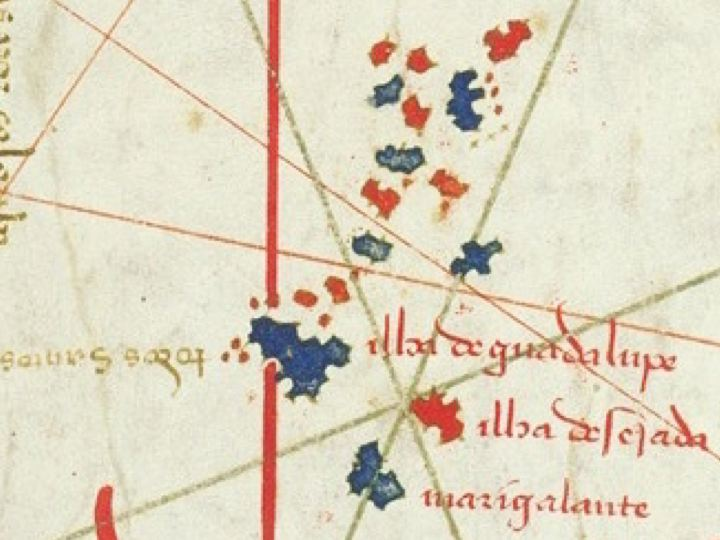
Les cinq îles de la Guadeloupe clairement identifiées et nommées (Isla de Guadalupe, Isla Deserada, Marígalante et Todos Santos) sur le planisphère de Cantino datant de 1502.

#### Les Antilles
Les Antilles figurent avec la mention has antilhas del Rey de castella : c'est la première utilisation du mot antilhas sur une carte. 
L'archipel des îles de la Guadeloupe est l'un des plus précisément et complètement cartographiés, avec la mention du nom des îles qui le composent et qui n'ont pas varié depuis leur découverte par Christophe Colomb en novembre 1493.

#### L'océan Indien
Au sud-est de l'Afrique, sont dessinés trouve Madagascar, ainsi que l'archipel des Mascareignes, dont la découverte officielle[pas clair] par Pedro de Mascarenhas date de 1512-1513.

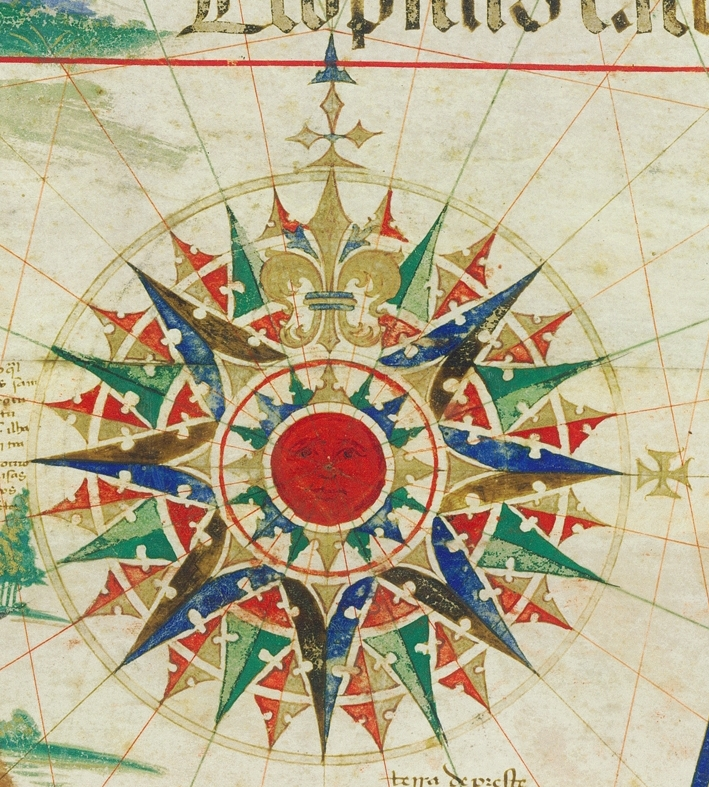
La rose des vents centrale.

## Suites
Cette carte s'est trouvée périmée dans les quelques mois suivant son arrivée en Italie, du fait des voyages ultérieurs des Portugais et des Espagnols. 
Cependant, son importance dans les rapports commerciaux italo-portugais n'est pas à complètement négliger, car elle a donné aux Italiens la connaissance de l'existence de la côte du Brésil et d'une bonne partie de la côte Atlantique de l'Amérique du Sud longtemps[pas clair].
Les informations géographiques de la carte de Cantino ont été reprises par le planisphère de Caverio, dessiné peu après le retour de Cantino en Italie. 
Un peu plus tard, le planisphère de Caverio est la référence utilisée pour l'établissement du planisphère de Waldseemüller de 1507 par les cartographes de Saint-Dié travaillant pour le duc René II de Lorraine.